# Festus Hommius

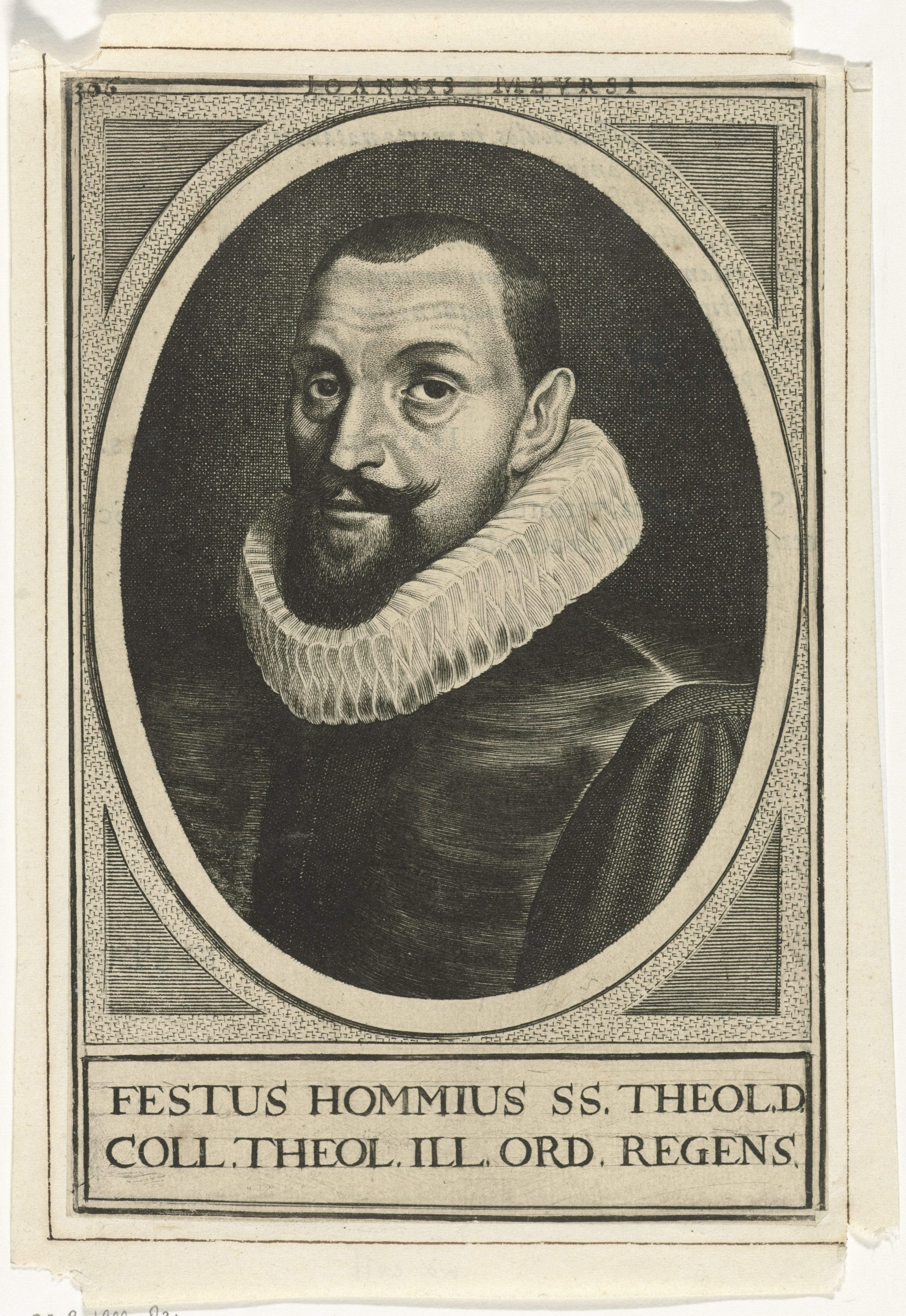
Festus Hommius

Festus Hommius (* 10. Februar 1576 in Jelsum, einem Dorf bei Leeuwarden; † 5. Juli 1642 in Leiden) war ein niederländischer evangelisch-reformierter Geistlicher während des Achtzigjährigen Krieges.

## Biografie
Festus Hommius’ Eltern waren Homme Homminga Sixtusz und Anna Schierhusius Fetzed. Als er 1593 sein Studium der Theologie in Franeker begann, wohnte er bei dem Professor Sibrand Lubbert. Er bekam Probleme wegen wilden Studentenlebens und wechselte 1595 an die Hugenottenhochschule La Rochelle, wo er Französisch lernte. 1596 war er an der Universität Leiden immatrikuliert und trat in Disputationen zu aktuellen theologischen Kontroversen auf.
Seine erste Pfarrstelle (um 1597) war in Warmond; dann wechselte er nach Dokkum (1599). Nun wurde er in der friesischen Pfarrerschaft bekannt, bereits 1599 entsandte man ihn auf die Provinzialsynode von Friesland. 1602 wechselte er nach Leiden und nahm daraufhin überregionale Aufgaben in Süd-Holland wahr. In die Streitigkeiten um den Arminianismus war Hommius schon früh verwickelt. Er nahm im Mai 1603 an einem Gespräch zwischen Franciscus Gomarus und Jacobus Arminius teil, und bei Arminius’ Promotion am 10. Juli 1603 in Leiden hatte er die Aufgabe des Opponenten. Nachdem er einige Punkte der Theologie des Arminius dem Leidener Kuratorium vorgelegt hatte und man dort keinen Unterschied der Lehre feststellen konnte, drängte Hommius darauf, die Theologie des Arminius bei einer Nationalsynode zu thematisieren. Dazu kam es aber bis zu dem Tod des Arminius 1609 nicht mehr.
1611 fand in Den Haag eine Konferenz statt, bei der Hommius mit dem Remonstranten Nicolaas Grevinckhoven diskutierte. Die Veranstaltung war zwar insgesamt eher ein Erfolg für die Contraremonstranten, aber Hommius ließ sich von Grevinckhoven so provozieren, dass er die Diskussion abbrach. Als Gomarus’ Lehrstuhl in Leiden vakant war, wurde Hommius für eine Professur vorgeschlagen, aber das Kuratorium entschied sich gegen ihn. Die Konflikte zwischen Remonstranten und ihren Gegnern (darunter Hommius) eskalierten weiter, so dass sich bis etwa 1617 in Leiden zwei getrennte Gemeinden gebildet hatten. Hommius wurde als Delegierter von Süd-Holland auf die Synode von Dordrecht entsandt und dort ins Moderamen gewählt. Er hatte das Amt eines Scriba inne und war dadurch praktisch in alle Verhandlungen der Synode involviert. Am 22. Oktober 1619 promovierte er unter Johannes Polyander.
Mit der auf der Dordrechter Synode beschlossenen Übersetzung der Bibel ins Niederländische (Staatenübersetzung) war Hommius gleich mehrfach betraut. Er war einer der Hauptübersetzer für das Neue Testament und die Apokryphen. Als Scriba war er für die Einarbeitung der Korrekturen und den Druck verantwortlich. Er erhielt den Schlüssel zu jener Truhe, in der die authentischen Exemplare der Staatenübersetzung aufbewahrt wurden.
Hommius nahm im Auftrag seiner Kirche internationale Aufgaben wahr. 1620 reiste er nach London, um König Jakob II., dem Prince of Wales und dem Erzbischof von Canterbury die gedruckten Akten der Synode zu überreichen. Er wurde vom König beschenkt und erhielt den Doktorgrad der Universität Oxford. 1627 schrieb er an den Patriarchen von Konstantinopel, Kyrillos Loukaris, und sandte ihm lateinische und griechische Übersetzungen der niederländischen Bekenntnisschriften. Der Patriarch antwortete freundlich.

## Familie
Er war zweimal verheiratet. Hommius heirate 1599 in erster Ehe Johanna Cuchlinus († 1633). Nach dem Tod seiner ersten Frau heiratete er 1634 Hester van Hertsbeeck.